# Wolf Creek (Utah)
Wolf Creek es un lugar designado por el censo situado en el condado de Weber, Utah  (Estados Unidos). Según el censo de 2010 tenía una población de 1.336 habitantes.

## Demografía
Según el censo de 2010, Wolf Creek tenía una población en la que el 95,5% eran blancos, 0,5% afroamericanos, 0,3% amerindios, 0,8% asiáticos, 0,1% isleños del Pacífico, el 0,3% de otras razas, y el 2,4% pertenecían a dos o más razas. Del total de la población el 1,8% eran hispanos o latinos de cualquier raza.